# Heilige Dreifaltigkeit (Parey)

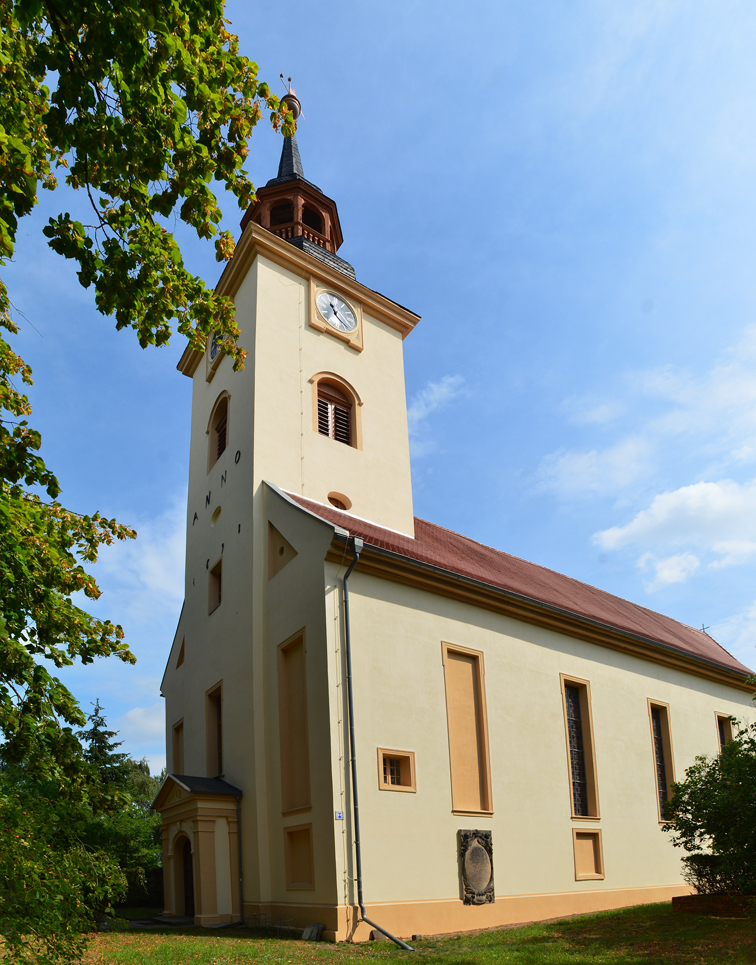
Glockenturm 2019

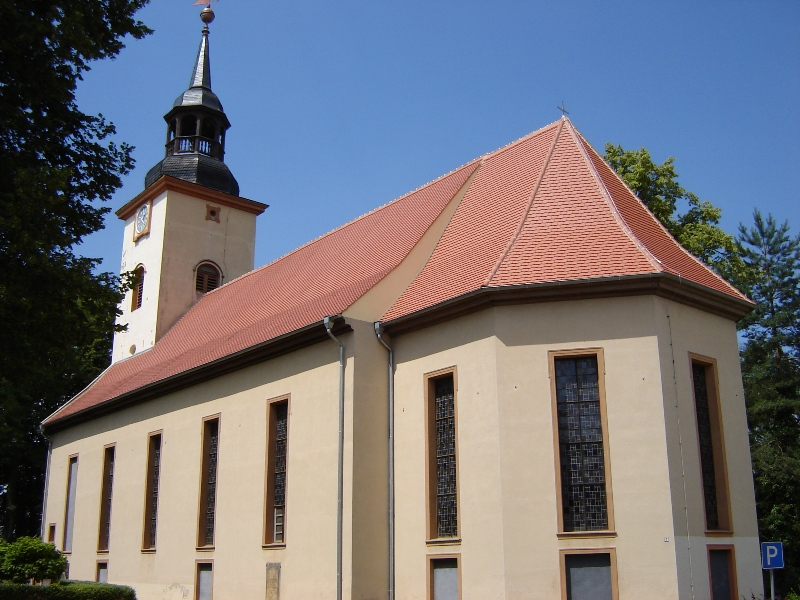
Evangelische Dreifaltigkeitskirche

Die Heilige Dreifaltigkeit ist die evangelische Kirche in Parey in Sachsen-Anhalt. Sie gehört zum evangelischen Kirchenkreis Elbe-Fläming der Evangelischen Kirche in Mitteldeutschland. Sie wurde bis 2020 auch von der römisch-katholischen Pfarrei St. Marien mit Sitz in Genthin genutzt, seitdem die 1970 eingeweihte katholische Kapelle 2010 aufgegeben wurde.

## Geschichte
Die Kirche wurde nach einer Stiftung durch den Rittergutsbesitzer Werner von Plotho in den Jahren 1697 und 1698 im barocken Baustil errichtet. Es war bereits der dritte Kirchenbau in Parey. Dem aus Backsteinen gemauerten aber verputzten Kirchenschiff sind im Osten ein mehrseitiger Altarraum und im Westen risalitartig der quadratische Kirchturm angefügt. Während das Kirchenschiff ein Satteldach und der Altarraum ein Walmdach tragen, wird der Turm mit Schweifdach, offener Laterne und Welscher Haube bekrönt. Über dem Innenraum spannt sich ein hölzernes Muldengewölbe, an der Westseite ist eine zweigeschossige Empore angebracht.
Die Inneneinrichtung ist durchgehend barock gestaltet. Das herausragendste Inventarstück ist die aus Holz geschnitzte und reich verzierte Altarwand, in die eine Kopie des Rubensgemäldes „Kreuzabnahme“ eingefügt ist. Das Original war 1702 von Johann Vorberg gefertigt worden, es wurde am 25. April 1945 durch Kriegseinwirkung zerstört. Erst 1954 konnte eine Kopie aufgestellt werden. Die 1705 ebenfalls von Vorberg geschaffene wuchtig proportionierte Kanzel wird von einer Mosesfigur getragen und ist Christus- und Evangelisten-Figuren geschmückt. Die an der Nordseite befindlichen, von J. C. Wohler 1749 geschaffenen und ebenfalls mit Schnitzereien geschmückten Herrschaftsemporen sind mit dem Plotoschen Wappen versehen. An Friedrich Philipp und Charlotte Catharina von Ploto erinnern zwei aufwändige Marmorepitaphe aus dem 18. Jahrhundert.
Die pneumatische Orgel wurde 1912 von der Stendaler Firma R. Voigt gebaut.
Unter der Kirche befindet sich die Familiengruft der Familie von Plotho.
2019 wurde die dritte Glocke wieder eingebaut.